# 勒普雷多日
勒普雷多日（法語：Le Pré-d'Auge，法語發音：[lə pʁe doʒ] ⓘ，意为“欧日的草场”）是法国卡尔瓦多斯省的一个市镇，属于利雪区。

## 地理
勒普雷多日（49°9'7"N, 0°8'8"E）面积10.72 平方千米，位于法国诺曼底大区卡爾瓦多斯省，该省份为法国西北部沿海省份，北濒大西洋英吉利海峡，东北与滨海塞纳省以海上边界相接，东临厄尔省，南至奧恩省，西与芒什省接壤。
与勒普雷多日接壤的市镇（或旧市镇、城区）包括：拉布瓦西耶尔、拉乌布洛尼耶尔、马内尔布、圣代西尔、圣旺勒潘、圣皮埃尔德西夫。

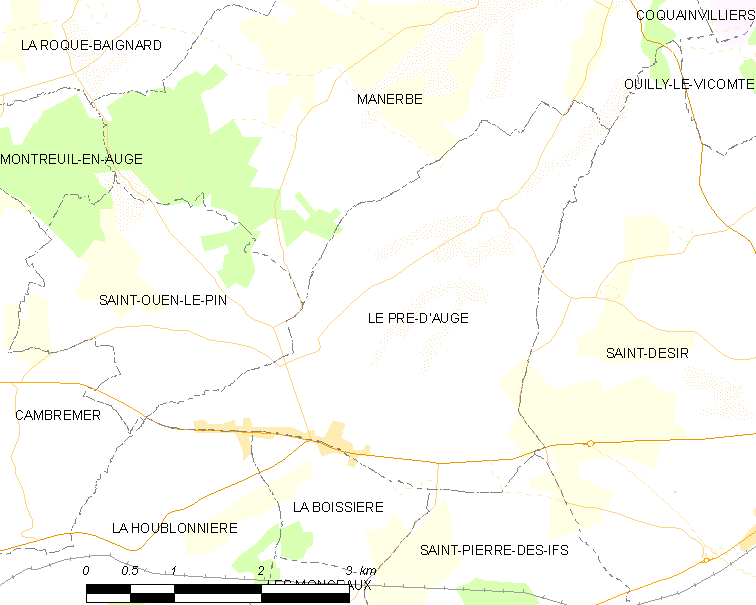
勒普雷多日的OSM定位图

勒普雷多日的时区为UTC+01:00、UTC+02:00（夏令时）。

## 行政
勒普雷多日的邮政编码为14340，INSEE市镇编码为14520。

## 政治
勒普雷多日所属的省级选区为梅济东瓦莱多日县。

## 人口

1962-2008年间勒普雷多日人口变化图示

勒普雷多日于2022年1月1日时的人口数量为849人。